# 科瓦奇·约瑟夫 (田径运动员)
科瓦奇·约瑟夫（匈牙利語：Kovács József，1926年3月3日—1987年3月29日），匈牙利男子田径运动员。他曾代表匈牙利参加1952年、1956年和1960年夏季奥林匹克运动会田径比赛，获得一枚银牌。